# Asombrosa Elisa
Asombrosa Elisa (anglès: Amazing Elisa) és una pel·lícula de thriller dramàtica espanyola del 2022 escrita i dirigida per Sadrac González Perellón, protagonitzada per Jana San Antonio com el personatge principal al costat de Silvia Abascal, Asier Etxeandia, i Ivan Massagué.

## Argument
La trama segueix l'Elisa, una nena de 12 anys que s'enfronta al trauma relacionat amb la mort de la seva mare en un accident de cotxe. Intenta convèncer el seu pare, Esteban, que té superpoder perquè pugui venjar-se dels responsables de la tragèdia. També fa un seguiment de la situació de la parella disfuncional formada per Héctor i Úrsula, el primer pintor, i la segona una dona sexualment activa que s'adapta a una vida en cadira de rodes arran de l'esmentat accident. A més, amb el còmic que l'Elisa està obsessionada (Amazing Beatriz) com a node de connexió, hi ha una altra trama d'història paral·lela amb una noia disfressada, que pot ser o no la Beatriz dels còmics.

## Repartiment
- Silvia Abascal com a Úrsula[5]
- Asier Etxeandía com a Héctor[5]
- Ivan Massagué com a Esteban[5]
- Jana San Antonio com a Elisa[5]
- Milo Taboada[6]
- Claudia Bouza[6]
- Adrián de Núñez[6]
- Mireia Rey[6]
- Blanca Valletbò[6]
- Alex Losada[6]

## Producció
Asombrosa Elisa és una producció de La Charito Films amb participació de TV3. Els exteriors es van rodar a Barcelona.

## Estrena
La pel·lícula es va estrenar al Fantastic Fest amb seu a Austin el setembre de 2022. També va formar part de la secció oficial del LV Festival Internacional de Cinema Fantàstic de Catalunya, on es va presentar el 10 d'octubre de 2022. Distribuïda per Alfa Pictures, es va estrenar als cinemes a Espanya el 14 d'octubre de 2022.

## Recepció
Júlia Olmo de Cineuropa va considerar que la pel·lícula (a més amb elements i seqüències que recorden molt a les pel·lícules de Carlos Vermut) és "una oferta interessant, que proposa una narració d'una certa originalitat", però sense "assolir el to al qual aspira i del qual s'alimenta".
La ressenya de Boquerini publicada a Las Provincias va destacar l'actuació d'Abascal com el millor de la pel·lícula mentre que va citar el "mal ajustament" entre les tres subtrames, que són "massa brutes i obscures", com el pitjor d'això.
Diego Cuevas de Jot Down, també va assenyalar la condició de la pel·lícula com a hereva de les obres cinematogràfiques de Vermut, considerant-la alhora propera i terrosa i pertorbadora, subratllant que "jugar amb ganivets és arriscat, i només per atrevir-se a fer-ho, [Asombrosa Elisa] ja és interessant".